# Mesiotelus kravetsi
Espèce
Mesiotelus kravetsi est une espèce d'araignées aranéomorphes de la famille des Liocranidae.

## Distribution
Cette espèce est endémique du Daghestan en Russie,. Elle se rencontre vers Gounib.

## Description
Le mâle holotype mesure 5,1 mm.
La femelle décrite par Ponomarev et Shmatko en 2024 mesure 5,5 mm.

## Systématique et taxinomie
Cette espèce a été décrite par Fomichev, Zamani et Marusik en 2024.

## Étymologie
Cette espèce est nommée en l'honneur d'Oleg V. Kravets.

## Publication originale
- Zamani, Fomichev, Naumova, Kaya & Marusik, 2024 : « New taxonomic and faunistic data on Liocranidae (Arachnida: Araneae) of West Palaearctic), with nine new species of Mesiotelus Simon, 1897. » Zootaxa, no 5519(2), p. 190-214.